# Арттерапія

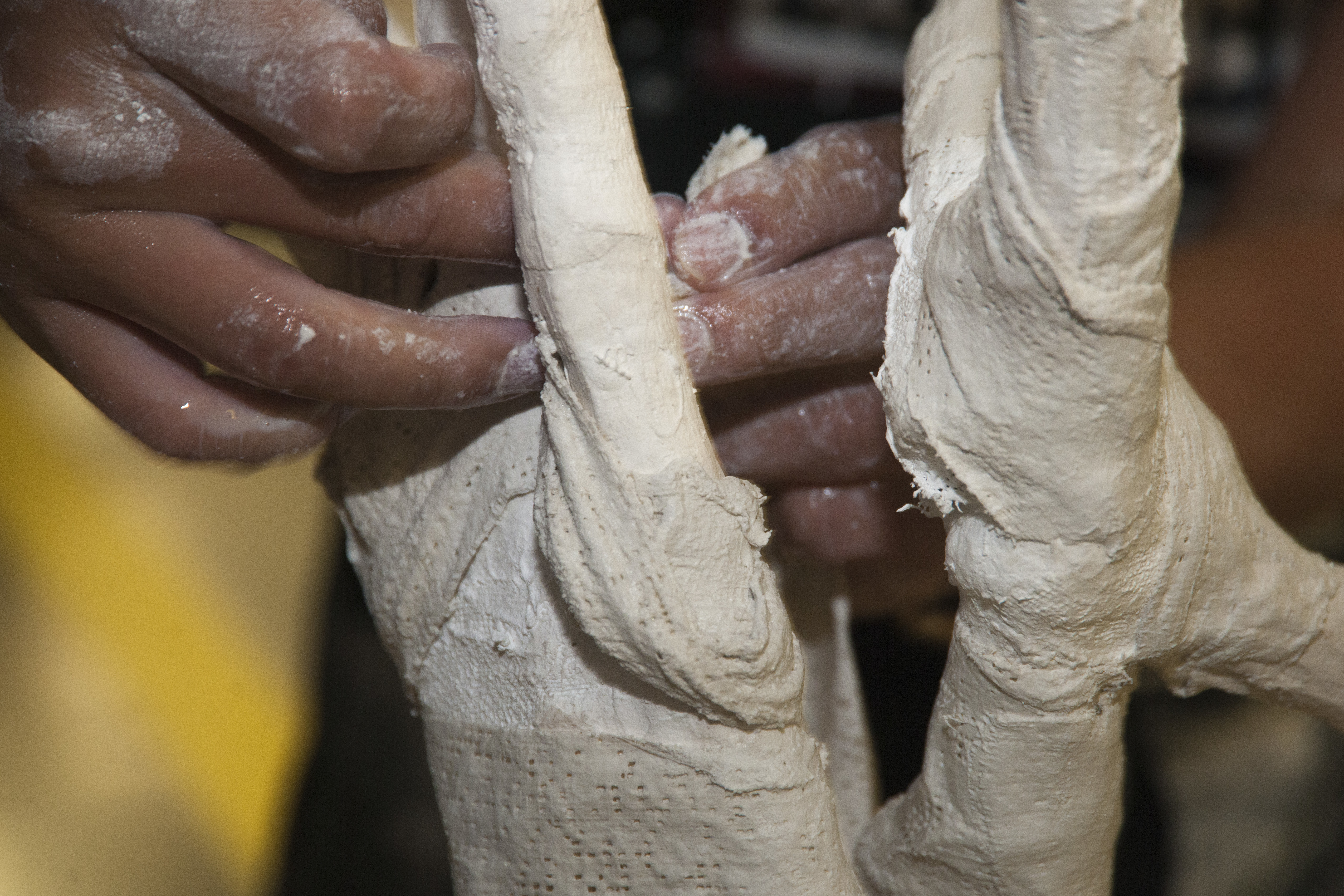
Колишній військовий США створює арттерапевтичну скульптуру

Арттерапія — це вид психотерапії та психологічної корекції, що базується на мистецтві та творчості. Вперше цей термін вжив британський педагог і митець Андріан Гілл у 1938 р. при описі своєї роботи та незабаром він отримав широке розповсюдження.
У вузькому сенсі слова під арттерапією зазвичай йдеться про терапію образотворчим мистецтвом з метою аналізу та позитивного впливу на психоемоційний стан людини.

## Історія
Джерела арттерапії лежать у романтизмі та експресіонізмі з огляду на їхній інтерес до божевільного, емоційно-імпульсивного як вираження внутрішньої реальності людини.
Науково обґрунтована арттерапія зародилася як поєднання візуальних мистецтв і психології в 1940-і роки. «Матір'ю арттерапії» іноді називають американську психологиню, педагогиню Маргарет Наумбург, хоча сам термін з'явився в англійській мові в 1930-і та був популяризований британським педагогом і митцем Адріаном Гіллом у 1942 році.
Арттерапія оформилася в окрему практику завдяки увазі до аутсайдерського мистецтва. Німецький психіатр, історик мистецтва Ганс Прінцхорн зібрав понад 5 тис. таких творів і видав у 1922 році книгу «Мистецькість душевно хворих», де розглядав їх більше з мистецтвознавчої позиції, ніж як індикатори чи засоби діагностики й терапії психічних недуг. Прямим попередником арттерапевтичного руху став американський психолог Тармо Пасто, що вбачав у мистецтві дітей та психічно хворих вираження внутрішніх станів на противагу художникам, які прямо виражають у своїх творах емоції. В США арттерапія базувалася на вченні Карла Густава Юнга про колективне несвідоме, тоді як у Британії — на ідеях Адріана Гілла. Практикування арттерапії виникло з концепції «навчання через дію», в межах якого австрійський педагог і художник Франц Чижек звернув увагу на спонтанну дитячу творчість. Австрійський мистецтвознавець Віктор Ловенфельд відстоював думку, що інтелектуальний розвиток дитини корелює з творчим розвитком. Тоді як американська педагогиня Флоренс Кейн, сестра Маргарет Наумбург, звернулася до розвитку вільної дитячої креативності з залученням руху та звуку. В результаті в 1959 році Ірен Жакоб було засновано Інтернаціональне товариство психопатології експресії, а в 1964 — Американське товариство того ж спрямування.

## Застосування
Арттерапія застосовується для лікування й корекції психічного стану за допомогою художніх засобів і творчості при розв'язанні внутрішньо- та міжособових конфліктів, кризових станів, вікових криз, психологічних травм тощо; як непряма діагностика через усвідомлення та адекватну оцінку почуттів, спогадів, переживань, самовираження, самоідентифікацію. Передбачає роботу в медицині (психіатрії, психосоматиці, неврології, геріатрії, реабілітації, роботі з адикціями, психотравматології), освіті (в роботі з комунікативними проблемами, девіантною поведінкою тощо), соціальній сфері (сімейній терапії, зі соціально незахищеними верствами населення, задля допомоги в умовах воєнних дій, конфліктів, з мігрантами, вимушеними переселенцями, правопорушниками).
Учасники та учасниці арттерапії використовують мистецтво, щоб висловити свій досвід, описати стан і підтримати свій добробут й будь-які соціальні, емоційні та психічні потреби. Зазвичай їх цікавить креативність і уява, але їм не потрібен попередній досвід створення мистецтва.
Така терапія передбачає сприймання витворів мистецтва та творче самовираження, як два окремих види роботи. Арттерапія передбачає недирективний характер ведення сесій, орієнтована на інсайт. Особливостями арттерапії є метафоричність, присутність, окрім арттерапевта і клієнта, творчого продукту в структурі арттерапевтичної сесії.
Ліцензування для арттерапевтів різниться залежно від держави/штату: деякі надають для арттерапії окрему ліцензію, інші ліцензують таких терапевтів у суміжній сфері, наприклад, професійному консультуванні чи консультуванні з психічного здоров'я.

## Види арттерапії

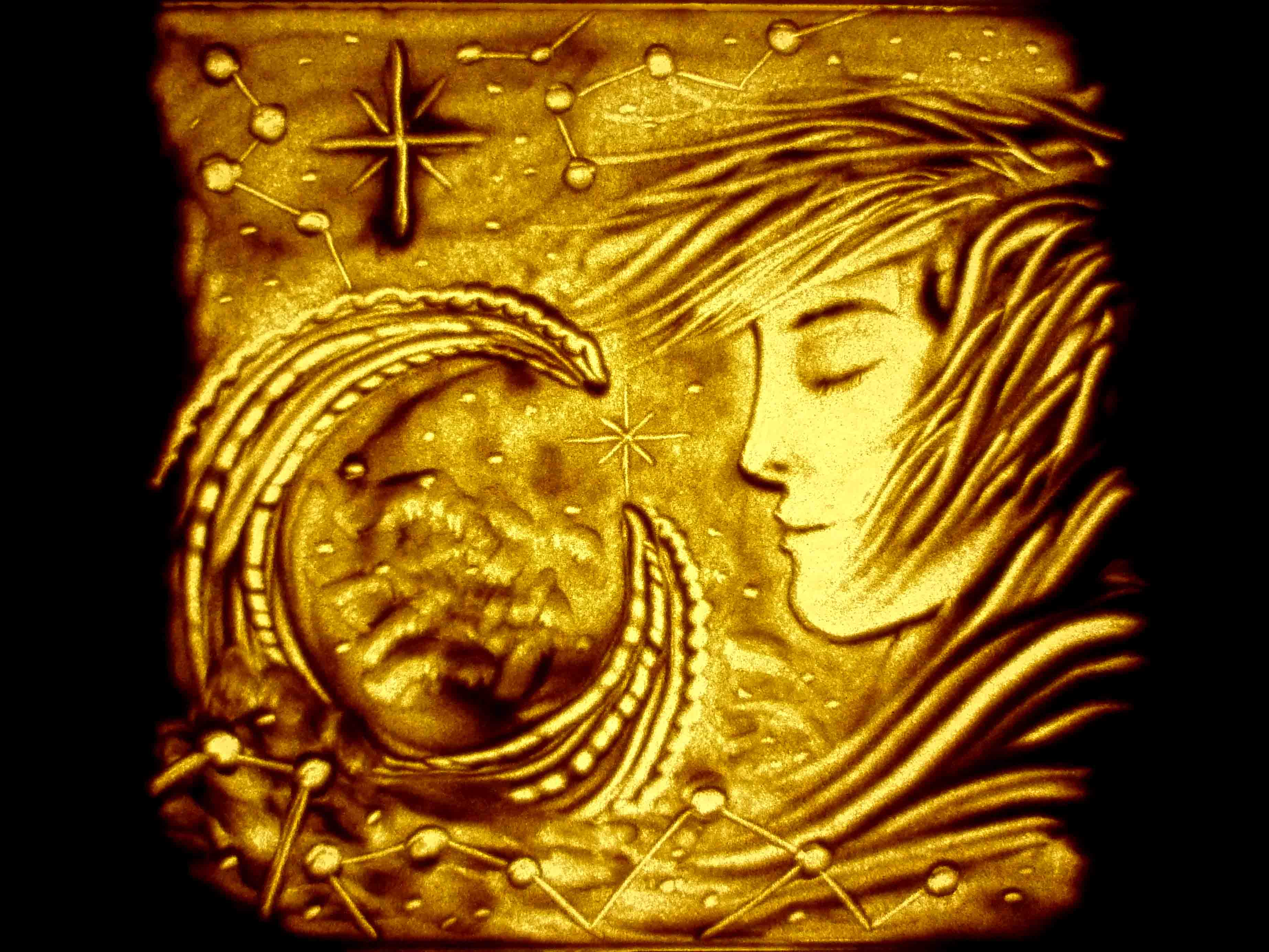
Зображення, виконане піском

Арттерапія класифікується за видами мистецтв:
- Терапія образотворчими мистецтвами (арттерапія у вузькому сенсі);
- Музикотерапія;
- Драматерапія;
- Танцювально-рухова терапія;
- Піскова терапія;
- Бібліотерапія (казкотерапія — як один з її методів).

Іноді до арттерапії відносять піскову терапію, кінотерапію як метод зцілення через створення екранного продукту. Розвивається інтегративний (мультимодальний) підхід — використання кількох видів мистецтва в межах однієї групи чи індивідуальної сесії.

## Основи методу

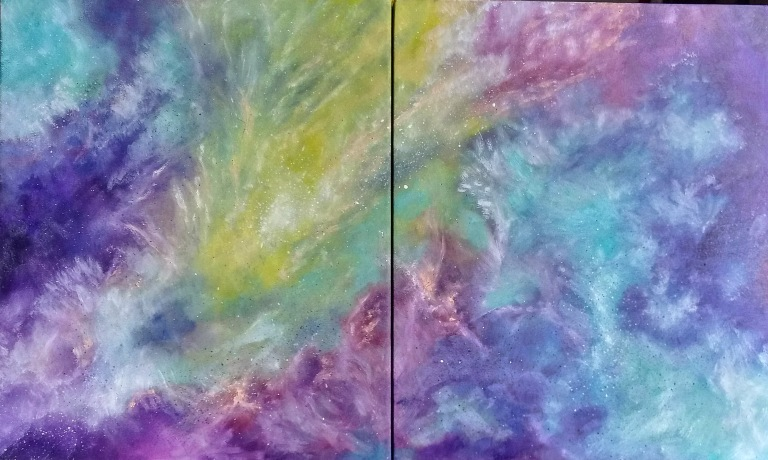
Картина, заснована на почуттях автора

Арттерапія використовує мистецтво як посередника в комунікації. Від арттерапевтів не вимагається бути майстерними в створенні мистецтва, як не вимагається цього і від пацієнтів. Виконуючи твір, людина робить свій досвід виразним і доступним для подальшої рефлексії. Часом таким чином вона впевненіше виражає те, що їй незручно висловити. Арттерапевти повинні витлумачити символи твору.
Головним посередником між терапевтом і пацієнтом є малюнок. Використання малюнків у арттерапії пояснюється тим, що в процесі малювання координується образне мислення, пов’язане переважно з роботою правої півкулі мозку, і абстрактно-логічне, за яке відповідає ліва півкуля. Малюючи, людина проєктує на зображенні почуття, бажання, мрії, перебудовує свої відносини в різних ситуаціях і безболісно стикається з неприємними та травматичними образами. Саме тому малювання широко використовують для зняття психічної напруги, стресових станів, при корекції неврозів та страхів. Керуючи й направляючи тематику малюнків, можна домогтися перемикання уваги клієнта, концентрації його на конкретних значущих проблемах.
Малюнки поділяють на спонтанні та малюнки-експромти. Спонтанні виконуються із власної ініціативи автора, а малюнки-експромти виконуються на прохання, але без підготовки, на вільну або задану тему. Виконання малюнків може відбуватися як індивідуально, так і в ході комунікації з іншими учасниками арттерапії. Іноді практикується спільне створення малюнка кількома людьми. Арттерапевт звертає увагу на зміст, способи вираження, колір, форму, композицію, розміри, на деталі та особливості, що повторюються в різних малюнках одного клієнта.

## Психологія кольору

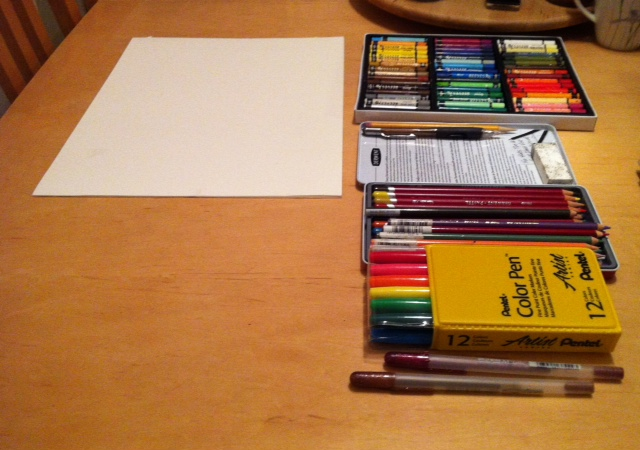
Пропоновані матеріали для арттерапії

Арттерапія значною мірою спирається на кольори як індикатори станів пацієнтів. Однак, значення кольорів залежить від віку та культурного середовища людини. Так, діти  більш схильні надавати кольорам суб'єктивного значення; поширене явище, коли в одній мові відтінки мають власні назви (наприклад, у слов'янських мовах розрізняються синій і блакитний), тоді як в інших різні кольори (наприклад, зелений і блакитний у японській) об'єднуються спільною назвою. В дослідженнях з арттерапії окремо розглядається також те, який колір переважає у творі пацієнта, яка реакція пацієнта на нього, та різниця в використанні кольору між пацієнтами та тестовими групами.
Типові значення кольорів:
- Червоний — кров, життя, що може переходити в значення жорстокості та конфлікту. В багатьох культурах червоний асоціюється з життєвою силою, відродженням і війною. Червоний також використовується для привернення уваги.
- Помаранчевий — за сучасності асоціюється зі щастям, задоволенням і родючістю. Водночас у дикій природі він може сигналізувати про отруйність. У буддизмі символізує відреченість.
- Жовтий — сонце, тепло, але також розклад, хвороба, обман.
- Зелений — життя, зростання, поновлення, а також незрілість, недосвідченість, хвороба. Зелений — священний колір в ісламі.
- Синій — мудрість, довіра, вірність, але також сум, депресія. В багатьох мовах синій і зелений позначається одним словом, що може пояснюватися важкістю отримання синього пігменту для давніх людей.
- Фіолетовий — як суміш червоного та синього, символізує єдність протилежностей. У християнстві також — духовне зростання.
- Чорний — надійність, сила, але також гниття, розпад, бруд. За сучасності чорний підкреслює силу, стильність, поміркованість.
- Білий — новий початок, досвід, а також немічність, попіл.